# Коццолино, Эмануэле
Эмануэле Коццолино (итал. Emanuele Cozzolino, родился 19 февраля 1981 года во Фьезоле) — итальянский политик, депутат Палаты депутатов Италии от Движения пяти звёзд.

## Биография
Гражданский инженер по образованию, специализируется на охране окружающей среды и обслуживании прилегающих территорий.
Избран в Палату депутатов 19 марта 2013 года по итогам парламентских выборов от VIII избирательного округа Венето 2. С 7 мая 2013 работает в I комиссии (по вопросам Конституции, Председателя Совета и внутренним делам), до 20 июля 2015 года был её секретарём. Также с 1 октября 2014 года заседает в комиссии по расследованию убийства Альдо Моро.